# Warrior (Steve Jolliffe)
Warrior is een studioalbum van Steve Jolliffe. Jolliffe maakte een album over de verovering van de gebieden van de Indianen door de immigranten en de teloorgang van hun cultuurgronden van de Indianen.
Waveform International was de voortzetting van Atlantis en was op hetzelfde adres gevestigd als dat label.

## Musici
- Steve Jolliffe – Ensoniq-, Korg-, Roland-, Yamahasynthesizers en dwarsfluit

## Muziek
| Nr. | Titel         | Duur |
| --- | ------------- | ---- |
| 1.  | Wilderness    | 4:27 |
| 2.  | Ghostdancers  | 6:18 |
| 3.  | Brother       | 6;11 |
| 4.  | Sorcerer      | 5;27 |
| 5.  | Desert plains | 7:05 |
| 6.  | Wardance      | 5:20 |
| 7.  | Eagle         | 3:52 |
| 8.  | Indian        | 6:09 |